# Try Everything
Singles de Shakira
Mi verdad
(2015) La bicicleta
(2016)
Try Everything est la chanson titre du film d'animation Zootopie, sorti en 2016. Les paroles ont été écrites par Sia tandis que la musique a été composée par Tor Hermansen et Mikkel Eriksen.
Dans le film, la chanson est interprétée par le personnage de Gazelle, une superstar gazelle anthropomorphe. Elle est interprétée par la chanteuse Shakira qui prête également sa voix au personnage dans la version originale du film. La chanson apparaît dans l'album de la bande originale Zootopie, qui est sortie en tant que single en février 2016 et incluse dans l'album sorti en février 2016.

## Réception
La chanson démarra et atteignit sa position maximale au numéro 63 Billboard Hot 100, 26 sur la charte de Digital Songs grâce à 33 000 téléchargements et trois millions de flux après la sortie de sa vidéo musicale officielle. La chanson a été nommée pour le prix de Best Song Written For Visual Media aux 59e Grammy Awards.

## Clip vidéo
Le clip vidéo est composé de scènes de Zootopie, intercalées de plans de Shakira chantant dans un studio d'enregistrement.

## Langues
Étant seulement une chanson d'arrière-plan, non indispensable pour la compréhension du récit, Try Everything a été laissé non traduit dans la plupart des doublages étrangers. Cependant, elle a quand même eu quelques adaptations dans le monde.
| Toutes les versions officielles de Try Everything | Toutes les versions officielles de Try Everything | Toutes les versions officielles de Try Everything | Toutes les versions officielles de Try Everything |
| Langue                                            | Interprète                                        | Titre                                             | Traduction                                        |
| ------------------------------------------------- | ------------------------------------------------- | ------------------------------------------------- | ------------------------------------------------- |
| Mandarin standard                                 | 九九 (Sophie Chen)                                | "尝试一切" ("Cháng shì yī qiè")                   | Tout essayer                                      |
| Anglais                                           | Shakira                                           | Try everything                                    | Tout essayer                                      |
| Japonais                                          | Dream Ami                                         | "トライ・エヴリシング" ("Torai evurishingu")      | Tout essayer                                      |
| Coréen                                            | 김경선 (Kim Kyung-Sun)                            | "최선을 다해" ("Choiseon-eul dahae")              | Faire de son mieux                                |
| Polonais                                          | Paulina Przybysz                                  | Nie bój się chcieć                                | N'aie pas peur de vouloir                         |
| Ukrainien                                         | Злата Огнєвіч (Zlata Ognevich)                    | "Не відступлю" ("Ne vidstuplyu")                  | Je ne vais pas me dérober                         |

## Chartes
| Charte (2016)                            | Position de pointe |
| ---------------------------------------- | ------------------ |
| Australie (ARIA)                         | 57                 |
| Autriche (Ö3 Austria Top 40)             | 39                 |
| Belgique (Wallonie Ultratop 50 Singles)  | 9                  |
| Canada (Hot 100)                         | 49                 |
| France (SNEP)                            | 43                 |
| Allemagne (Media Control AG)             | 54                 |
| Hongrie (Rádiós Top 40)                  | 6                  |
| Japan Hot Overseas (Billboard)           | 1                  |
| Japan Hot 100 (Billboard)                | 41                 |
| Liban (The Official Lebanese Top 20)     | 1                  |
| Corée du Sud (Gaon Chart)                | 7                  |
| Slovaquie (IFPI Rádio)                   | 10                 |
| Espagne (PROMUSICAE)                     | 32                 |
| Suisse (Schweizer Hitparade)             | 39                 |
| UK Singles (The Official Charts Company) | 186                |
| États-Unis (Hot 100)                     | 63                 |

## Certifications
| Région                                                                     | Certification | Ventes/Streams |
| -------------------------------------------------------------------------- | ------------- | -------------- |
| États-Unis (RIAA)                                                          | Platine       | 1 000 000^     |
| xNon précisé par la certification ‡ventes/streaming selon la certification |               |                |